# Myrothamnus

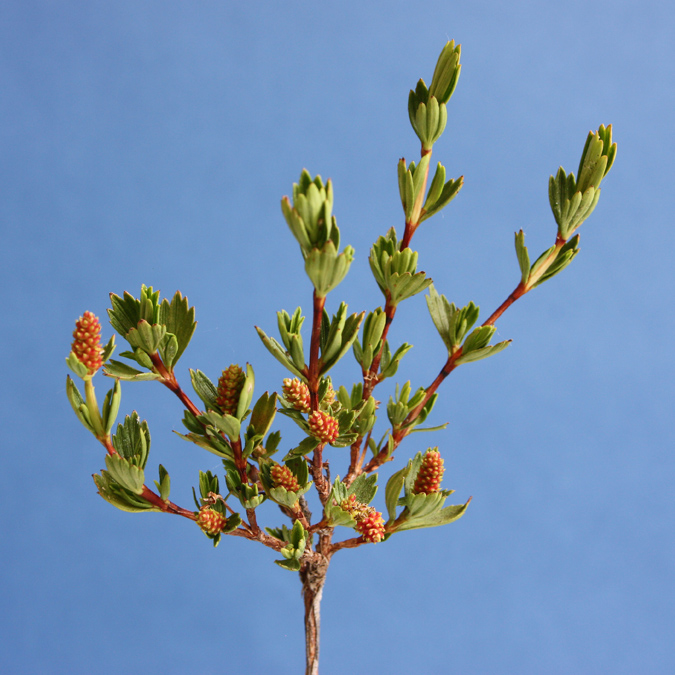

Myrothamnus és un gènere d'angiospermes, l'únic de la família Myrothamnaceae. Inclou dues espècies de petits arbusts xeròfits nadius del sud de l'Àfrica tropical i Madagascar.
Myrothamnaceae va ser inclòs dins l'ordre Hamamelidales al Sistema Cronquist. Els estudis moleculars suggereixen que Myrothamnus no està estretament relacionat amb les Hamamelidaceae però sí clarament relacionat amb el gènere Gunnera. En l'APG III (2009) se l'inclou dins l'ordre Grunnerales, cosa confirmada al APG IV (2016).

## Taxonomia
1. Myrothamnus flabellifolius Welw. - Angola,Àfrica meridional, Zimbabwe
2. Myrothamnus moschata (Baill.) Baill. - Madagascar